# メルセゲル

メルセゲル。

メルセゲル（Meretseger）または、メルトセガー、メルトシガーは、下エジプトの女神である。音訳は、 mr　sgr （メル・セゲル）。

## 概要
名前の意味は、「静寂を愛する女性」。
死者の守護者、王の谷の守り手、相談相手などと言われる。
主に女性の頭部を持つコブラか、コブラの頭部を持つ女性として描かれる。元来は、無毒の蛇が胴体だったようだが後にコブラに変わった。これは、神聖な動物としてコブラへの信仰がもっとも厚かったためであると考えられる。また蛇の頭のスフィンクスとしても描かれる場合もある。
レネヌテト、ウラエウスなど他の蛇のエジプト神と同一視されることがあった。また死者の導き手としてハトホルやアヌビスと関連付けられた。

## 信仰
主にテーベの西方で信仰された。そこには、多数の大きなネクロバレーが掘られている。これは、西が太陽の沈む方角であり死者の世界に接すると信仰されたためである。
この女神の名は、中王国時代から見られるが、その信仰が広まったのは、新王国時代、特に第19王朝と第20王朝においてのようである。
メルセゲルは、民間でも信仰を集めたようで集合墓地などの近くにいくつもの礼拝堂が建てられた。

## 同族関係
彼女にはいかなる家族も知られていない。なぜならこの女神は、死者の町の静寂から名を由来し、またそれによってメルセゲルという存在が生まれたためである。ただし、地位的にはレネネト（レネヌテト）やウレト=ヘカウと同等視される。また、アヌビスの補佐役でもあった。